# Bajcsy-Zsilinszky út (Budapešť)
Bajcsy-Zsilinszky út je ulice v hlavním městě Maďarska, Budapešti. Leží v samotném středu města, v pátém obvodě. Spojuje budapešťské západní nádraží s náměstím Ference Deáka. Je dlouhá 1,2 km a vede v severo-jižním směru.

## Název
Ulice je pojmenována podle maďarského novináře slovenského původu, Endreho Bajcsy-Zsilinského.

## Historie
Ulice se vyvinula z původní silnice, která spojovala Pešť s městem Vác, které leží proti proudu Dunaje blíže k dnešní slovenské hranici. Její trasování bylo stvrzeno výstavbou v závěru 18. století, kdy probíhala výstavba v oblasti dnešního Lipótvárosu a okolí. Široký bulvár se objevuje již na mapách z 80. let 18. století. Podle místa, kam směřovala nesla název Vácká ulice (stejně jako dnešní Váci utca). Tento název si udržela i po vzniku Budapešti jako jednoho města. Po rušné tříde byly v 70. letech 19. století provozovány také tramvaje. Pro odlišení od Váci utca nesla název Váci körút (třída, nikoliv ulice). Za druhé světové války byla pojmenována po Vilému II. a po nástupu komunistů k moci získala současný název.
Diskutován je návrat tramvají na tuto ulici.

## Doprava
Jedná se o velmi rušnou městskou třídu, která slouží pro městskou nekolejovou i pro individuální automobilovou dopravu. Na svém severním konci je ukončena mimoúrovňovou křižovatkou a na jižním náměstím. Ulice je šestiproudá, křížení jsou (až na jediné zmíněné) úrovňová a z obou stran je ulice doplněna stromořadím.
Ulici využívají linky trolejbusové dopravy.

## Významné objekty
- Obchodní dům Skala
- Bazilika svatého Štěpána (zadní strana)
- Ankerův palác (maďarsky Ankerház).